# Xã Barton, Michigan
Xã Barton (tiếng Anh: Barton Township) là một xã thuộc quận Newaygo, tiểu bang Michigan, Hoa Kỳ. Năm 2010, dân số của xã này là 717 người.